# Szépvölgyi úti körmeneti kápolna
A Szépvölgyi úti körmeneti kápolna egy műemlékké minősített Budapest II. kerületi kis templom.
A Szépvölgyi út 46., illetve másik oldalán Ürömi utca 59. szám alatti épület 1854-ben épült Knabe Ignác tervei szerint, és csak nagyobb egyházi ünnepekkor, elsősorban úrnapi körmenetek idején volt nyitva; neve is innen ered.